# Herman Rigelnik
Herman Rigelnik, slovenski politik, poslanec in magister ekonomije, * 29. marec 1942.
Je magister ekonomskih znanosti, poleg tega je končal tudi študij metalurgije.

## Življenjepis
Prve gospodarske izkušnje je pridobil v slovenjgraškem Fecru, nato je bil v mariborski Metalni član poslovodnega odbora in kasneje v celjski Kovinotehni njen generalni direktor. V letih 1982 in 1983 je bil minister za industrijo, gradbeništvo in energetiko Vlade Republike Slovenije. Od leta 1983 do 1991 je kot predsednik uprave koncerna Gorenje uspešno vodil največjo sanacijo podjetja v tedanji Jugoslaviji. Leta 1991 je postal direktor predstavništva Nove ljubljanske banke, d.d., v Münchnu in svetovalec ministra za zunanje zadeve za območje Bavarske in Baden Württenberga. V drugi polovici osemdesetih let 20. stoletja je bil član Centralnega komiteja Zveze komunistov Slovenije.
Leta 1992 je bil imenovan za podpredsednika Vlade Republike Slovenije. Decembra istega leta je bil izvoljen v 1. državni zbor Republike Slovenije in v tem mandatu postal 1. predsednik Državnega zbora Republike Slovenije (do 14. septembra 1994) ter član naslednjih delovnih teles: Odbor za gospodarstvo (do 29. oktobra 1993) in Odbor za finance in kreditno-monetarno politiko (do 14. septembra 1994). 
Leta 1994 je prevzel mesto generalnega direktorja ACH, družbe za gospodarjenje z naložbami, d.d., (bivši Autocommerce, d.d.), kmalu za tem pa tudi vodenje predstavništva DaimlerChrysler AG za Slovenijo. Od leta 2000 do 2007 je bil tudi častni konzul Republike Brazilije v Sloveniji. 
Za izjemne gospodarske in podjetniške dosežke je Herman Rigelnik prejel nagradi Gospodarske zbornice Slovenije in AVNOJ (1989), v letu 2000 pa priznanje Manager leta. Ob počastitvi 15. obletnice Državnega zbora Republike Slovenije je leta 2007 prejel posebno priznanje, spominsko značko in zlato plaketo Državnega zbora Republike Slovenije.
Leta 2004 je soustanovil društvo Forum 21.